# 瓦尔波伊
瓦尔波伊（Valpoi），是印度果阿邦North Goa县的一个城镇。总人口7913（2001年）。

## 人口
该地2001年总人口7913人，其中男性4035人，女性3878人；0—6岁人口988人，其中男500人，女488人；识字率77.71%，其中男性为83.02%，女性为72.18%。